# Богданов, Александр Васильевич (профессор)
Александр Васильевич Богданов (1854—1906) — русский учёный, врач-терапевт, доктор медицины (1886), профессор (1896).
Изучал эпидемические заболевания, исследовал влияние режима питания на возникновение подагры, этиологию коклюша, строение и функции надпочечников. Автор ряда трудов по медицине.

## Биография
Родился 14 августа (26 августа по новому стилю) 1854 года в Орловской губернии.
Окончил в 1876 году Орловскую духовную семинарию и в 1881 году — Санкт-Петербургскую медико-хирургическую академию. В 1882—1884 годах работал в клинике С. П. Боткина, был военным врачом, преподавал в фельдшерской школе. В течение 1884—1887 годов продолжил своё образование в Императорском Харьковском университете (ныне Харьковский национальный университет имени В. Н. Каразина), служил врачом в военном госпитале. В 1887 году защитил докторскую диссертацию на тему «Материалы для гистологии эндокарда у высших животных и	человека». С 1888 года — приват-доцент кафедры частной патологии и терапии внутренних болезней. В 1893—1896 совершенствовался за рубежом — в Вене, Мюнхене, Страсбурге, Париже. 1896—1902 годах Александр Васильевич являлся внештатным экстраординарным профессором кафедры частной патологии и терапии Харьковского университета.
С 1902 года — экстраординарный профессор кафедры частной патологии и терапии, с 1903 года — ординарный профессор Императорского Новороссийского университета в Одессе. Также являлся консультантом-терапевтом Касперовской общины сестер милосердия. С 1904 года работал консультантом по внутренним болезням в санаториях Пятигорска.
Занимался общественной деятельностью. Был секретарем и редактором трудов Военно-санаторного товарищества в Харькове, медицинской секции Товарищества исследовательских наук при Харьковском университете и Товарищества научной медицины и гигиены.
Умер 18 июля (31 июля по новому стилю) 1906 года в Пятигорске. Был похоронен в Харькове.
Некоторые работы:
- Случай благотворного влияния брюшного тифа на психическое расстройство. // Тр. мед. секции Об-ва опыт. наук. Х., 1891.
- К этиологии коклюша (Tussis convulsiva). // Тр. мед. секции Об-ва опыт. наук. Х., 1892.
- К характеристике гриппозной эпидемии в войсках Харьковского гарнизона в ноябре 1892 г. // Тр. мед. секции Об-ва опыт. наук. Х.
- К казуистике и патогенезу нагноений, осложняющих течение брюшного тифа. // Тр. мед. секции Об-ва опыт. наук. Х., 1893.
- К казуистике icterus gravis (болезнь Wiel’s) с эпикритическими замечаниями. // Тр. мед. секции Об-ва опыт. наук. Х.
- О влиянии пищевого режима на выделение мочевой кислоты у подагриков. // Журн. медицины и гигиены. 1894.
- О заболеваемости и смертности среди студентов Харьковского университета за 1897 г. // Ученые зап. Харьков. ун-та. 1897.
- К учению о строении и функции надпочечных желез. // Ученые зап. Харьков. ун-та. 1898.